# Lomanto Júnior
Antônio Lomanto Júnior (Jequié, 29 de novembro de 1924 — Salvador, 23 de novembro de 2015) foi um político brasileiro, governador da Bahia de 1963 a 1967.

## Biografia
Filho do imigrante italiano Antonio Lomanto, mais conhecido como Tote Lomanto, originário de Trecchina e de Almerinda Miranda, formou-se em Odontologia em 1946, sendo o orador da turma. Sua verdadeira vocação sempre foi a política, que exerceu no meio acadêmico.
Voltando para a terra natal, por pouco tempo exerce a profissão, logo ingressando na política, primeiro como vereador. 
Aliado ao governador Otávio Mangabeira, elege-se prefeito, servindo-se do cargo para atrair a atenção de políticos de expressão nacional - o que o colocou na proa do cenário estadual. Iniciou, para isto, uma campanha municipalista, pregando a reforma da Constituição - tendo presidido a "Associação Brasileira dos Municípios".
Esta administração alavancou sua estatura política, de forma a eleger-se deputado estadual e novamente prefeito, até fazè-lo pleitear a candidatura ao Governo, em 1962.
Em Jequié tem sua base eleitoral, fazendo do filho Leur Lomanto e do neto Leur Lomanto Júnior herdeiros desse legado.
Após o regime militar, sua carreira desviou-se da oposição liberal, fazendo parte do grupo de lideranças que apoiaram a ditadura. Na ARENA, passou a ser mais uma das lideranças sob o comando de Antônio Carlos Magalhães, depois com a redemocratização integrando os quadros do PFL. Perdendo expressão estadual, volta na década de 1990 a ocupar o cargo de prefeito em sua cidade, não mais exercendo cargos públicos.
Foi associado do Rotary Club de Jequié, BA, desde 1947, presidiu seu Clube em 1953-1954 e foi eleito Governador de Distrito de Rotary International no período 1954-1955. 

### Governo da Bahia
Tomando posse a 7 de abril de 1963, Lomanto encontrou sérias dificuldades para efetuar alguma realização. A crise econômica do governo Jango refletia nos estados mais pobres, e Lomanto reúne os demais Governadores. Desta reunião resulta um documento que só foi entregue após a queda da democracia ante o Golpe de 1964.
A mudança do regime, e a subsequente adesão de Lomanto à ditadura que se instalava, proporcionou ao seu governo a concretização na Bahia de algumas obras de destaque, tais como a estrada federal conhecida por "Rio-Bahia" (ainda em 1963), a estrada Feira de Santana-Juazeiro, o Teatro Castro Alves e ampliação da usina hidrelétrica de Paulo Afonso.

## Cargos públicos (cronologia)
- Vereador - Jequié - 1947 a 1950
- Prefeito  - Jequié - 1951 a 1955
- Deputado estadual - Bahia - 1955 a 1959
- Prefeito  - Jequié - 1959 a 1963
- Governador  -  Bahia - 1963 a 1967
- Deputado federal  - 1971 a 1975
- Deputado federal  - 1975 a 1978
- Senador  - 1979 a 1987
- Prefeito - Jequié - 1993 a 1996